# Xã Eastman, Quận Foster, Bắc Dakota
Xã Eastman (tiếng Anh: Eastman Township) là một xã thuộc quận Foster, tiểu bang Bắc Dakota, Hoa Kỳ. Năm 2010, dân số của xã này là 17 người.